# Гжеляк, Бартош
Бартош Пётр Гжеляк (швед. Bartosz Piotr Grzelak; род. 2 ноября 1978, Щецин) — шведский футболист и тренер.

## Клубная карьера
Футболом начал заниматься в школе «Васалунда». В 13-летнем возрасте перебрался в «Броммапойкарну», где выступал за молодёжную команду. В 1994 году был переведён в основную команду. В начале 1996 года находился на просмотре в английском «Челси». После этого перешёл в АИК, а летом того же года начал тренироваться с основным составом. Дебютировал за клуб в чемпионате Швеции 26 октября 1997 года в заключительном матче сезона, когда он вышел на поле на последних минутах вместо Юхана Мьельбю. После ухода из АИК проходил просмотры в итальянской «Парме», норвежском «Брюне» и польской «Легии». Получив травму, был вынужден пропустить полгода, после чего подписал контракт со шведской «Валлентуной», выступавшей во втором дивизионе. Затем выступал за норвежский «Нюбергсунн», а также за «Вальсту Сюрианску» и «Фрей», в момент выступлений за который стал помощником главного тренера.

## Карьера в сборной
Выступал за юношескую сборную Швеции, за которую в 1996 году провёл семь товарищеских матчей.

## Тренерская карьера
Во время выступления за «Фрей» в 2009 году стал помощником главного тренера. В 2013 году был назначен главным тренером команды. В 2014 году занял второе место в турнирной таблице первого дивизиона и, обыграв вместе с клубом в стыковых матчах «Эстер», вывел команду в Суперэттан. С 2013 года выполнял также роль спортивного директора клуба.
14 июня 2017 года перешёл в АИК, где стал помощником главного тренера Рикарда Нурлинга. В декабре параллельно с работой в клубе был приглашён в молодёжную сборную Швеции в качестве ассистента Роланда Нильссона. После увольнения Нурлинга в июле 2020 года был назначен главным тренером АИК. Вместе с клубом в сезоне 2021 года завоевал серебряные медали чемпионата страны. В августе 2022 года после серии неудачных игр был отправлен в отставку.

## Личная жизнь
Родился в Щецине в Польше, откуда переехал в Швецию вместе с семьёй, когда ему было четыре года.

## Достижения
АИК:
- Серебряный призёр чемпионата Швеции: 2021